# パズル・ナイト
「パズル・ナイト」は、中村雅俊の楽曲で21枚目のシングル。1984年6月21日に日本コロムビアから発売された。

## 概要
中村も自ら出演していた「日産・パルサー」（N12後期型）のCMソングとして使用された。
関根 勤がコサキンラジオで「♪パズル ナ〜イ」と熱唱

## チャート成績
オリコンチャートの登場週数は11週、チャート最高順位は週間52位、累計3.6万枚のセールスを記録した。

## 収録曲
- 全編曲：新川博

1. パズル・ナイト
作詞：秋元康　作曲：林哲司
2. 憧れのSUMMER HOUSE
作詞：伊達歩　作曲：NOBODY